# Las Quintanillas (Burgos)
Las Quintanillas es un municipio y localidad española de la provincia de Burgos, en la comunidad autónoma de Castilla y León, comarca de Alfoz de Burgos, partido judicial de Burgos.

## Geografía
Tiene un área de 24,78 km². Se encuentra a 14 km de Burgos y por su territorio discurre el río Úrbel.
Su término municipal comprende las localidades de Santa María Tajadura y Villarmentero. Linda al norte con Pedrosa de Río Úrbel; al sur con Hornillos del Camino, Rabé de las Calzadas y Tardajos; al este con Alfoz de Quintanadueñas; y al oeste con Villanueva de Argaño.

## Demografía
Las Quintanillas cuenta con una población de 390 habitantes (INE 2024).
| Gráfica de evolución demográfica de Las Quintanillas entre 1842 y 2021 |
| |
| Población de derecho según los censos de población del INE. Población de hecho según los censos de población del INE.Entre el censo de 1970 y el anterior, crece el término del municipio porque incorpora a Santa María Tajadura y Villarmentero. |

## Comunicaciones
- Carretera: Autovía A-231, conocida como Camino de Santiago con salida en el punto kilométrico 152.

Calzada romana
Por el municipio pasaba la calzada romana XXXIV o Ab Asturica Burdigalam (Astorga-Burdeos), hoy conocida como Camino a Santiago Vía Aquitania.

## Urbanismo
Núcleo urbano asentado sobre una ladera de pendiente suave orientada a mediodía, junto a la carretera N-120 de Logroño a Vigo, que forma su límite sur, determinando un casco urbano de estructura compacta, con su iglesia, de San Primitivo y San Facundo, y ayuntamiento en el centro. Al otro lado de la carretera se encuentra el barrio de Portugalete, entidad diferenciada y presidido por la ermita de la Virgen de la O. Las nuevas construcciones alineadas con la carertera conforman una estructura lineal unificadora del tejido urbano.

### Tipología edificatoria
Por lo general, está extendido el uso de mampostería de piedra del páramo, en general de buena calidad y bien ejecutada, alcanzando el grado de sillería en algunos edificios en la cabecera del municipio. Los aleros están formados por tejas voladas, algunos con losas de piedra también voladas, y otros por canería y entablado de madera.

## Administración y política

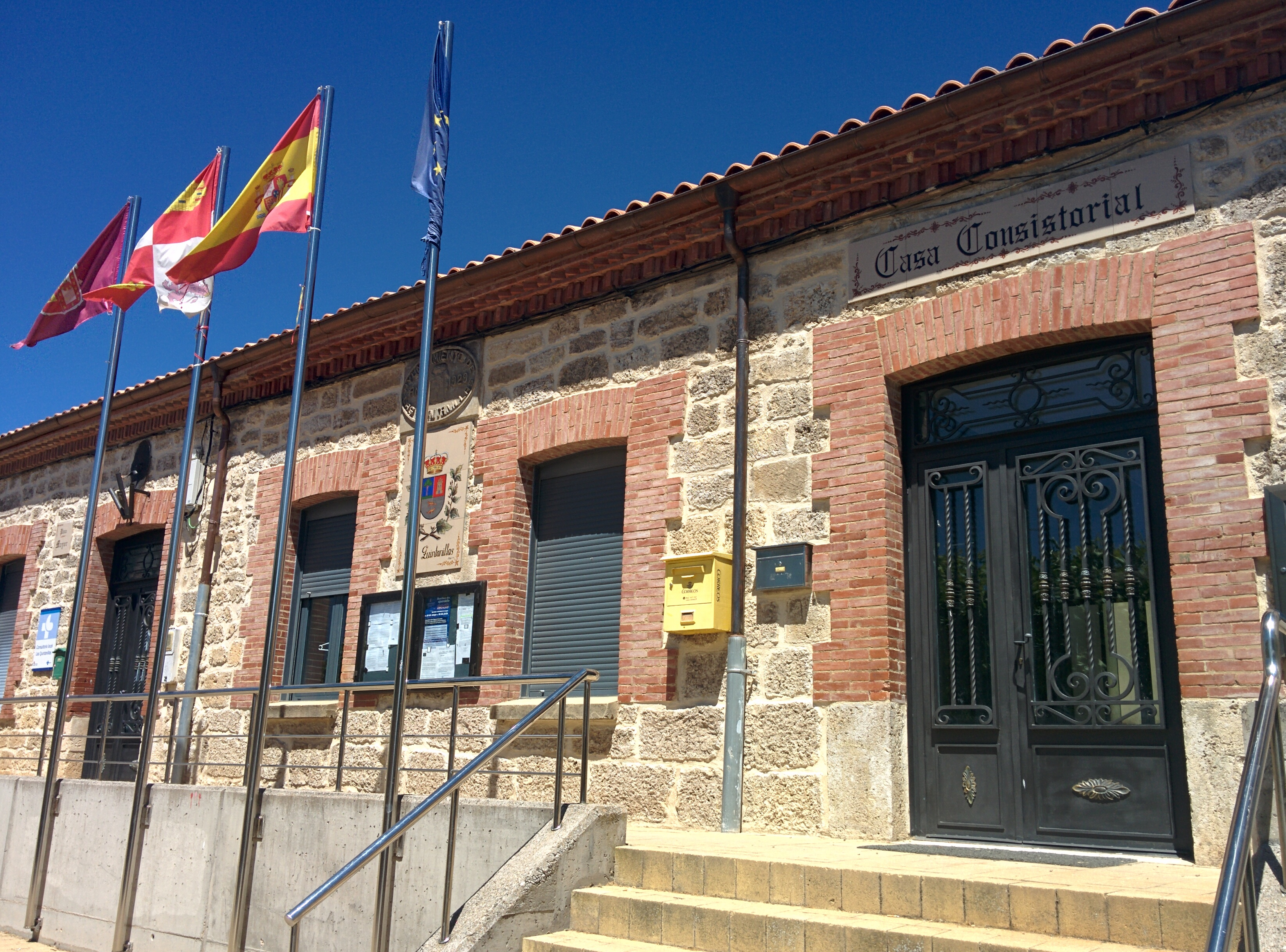
Casa consistorial

El alcalde desde 2011 es Eduardo Munguía (Ciudadanos).